# Gare de Lille-CHR
La gare de Lille-CHR est une gare ferroviaire française de la ligne de Fives à Abbeville, située sur le territoire de la ville de Lille, préfecture du département du Nord, en région Hauts-de-France. La proximité du centre hospitalier universitaire est à l'origine de son nom.
C'est une halte voyageurs de la Société nationale des chemins de fer français (SNCF), desservie par des trains TER Hauts-de-France.

## Situation ferroviaire
Établie à 27 mètres d'altitude, la gare de Lille-CHR est située au point kilométrique (PK) 7,260 de la ligne de Fives à Abbeville, entre les gares ouvertes de Lille-Porte-de-Douai (s'intercale celle détruite de Lille-Sud) et de Loos-lez-Lille.

## Service des voyageurs

### Accueil
Halte SNCF, c'est un point d'arrêt non géré (PANG) à entrée libre. Elle est équipée d'un automate  pour l'achat de titres de transport (situé sur le pont Av Oscar Lambret), de deux valideurs Pass Pass sur chaque quais et d'abris de quai.
Le passage d'un quai à l'autre se fait par des escaliers et le pont routier de l'avenue Oscar Lambret.
L’accès pour les PMR s'effectue lui via la rue Frédéric Combemale derrière la résidence Universitaire Châtelet dans le sens vers Lens/Béthune. Dans l'autre sens il s'effectue via les rampes mise à disposition sur le quai.

### Desserte
La gare de Lille−CHR est desservie par tous les TER Hauts-de-France des lignes K50, K51, et C51 qui effectuent des missions entre Lille-Flandres et Béthune ou Lens (par Don - Sainghin).

### Intermodalité
La station de métro CHU - Centre Oscar-Lambret est située à une centaine de mètres de la gare. Un arrêt de bus du réseau Ilévia permet la desserte par la ligne 10.